# Ремезов, Митрофан Нилович
Митрофан Нилович Ремезов (1835—1901) — русский писатель, переводчик, один из основателей и пожизненный редактор журнала «Русская мысль».

## Биография
Митрофан Ремезов родился 10 июня 1835 года в селе Лотказино Шацкого уезда Тамбовской губернии. В 1853 году окончил с серебряной медалью 3-ю московскую гимназию. 22 сентября 1854 года был определён в штат Канцелярии тамбовского гражданского губернатора с чином коллежского регистратора; 3 мая 1856 года уволен от службы по домашним обстоятельствам.
Имел за собой имения: в Шацком уезде Тамбовской губернии (75 душ), в Сапожковском уезде Рязанской губернии (80 душ), в Балашовском уезде Саратовской губернии (50 душ), в Мещовском уезде Калужской губернии (60 душ).
Во время приготовительных работ по освобождению крестьян был членом тамбовского губернского комитета, позже мировым посредником по Шацкому уезду, участковым мировым судьей. Переехав для воспитания детей в Москву, состоял здесь цензором иностранной печати до 1888 года.
С 1880 года стал сотрудником «Русской Мысли», а с 1884 года вошёл в состав редакции этого журнала. В журнале помещал обзоры театров и художественных выставок, под общим названием: «Современное искусство». Там же напечатаны его романы: «Ничьи деньги» и «Наших полей ягоды» (под псевдонимом М. Анютин), рассказы: «Забытая тетрадка», «Красавица Дунька», «Аглая», «Международная семья», «Дети генерала Гранова», «Старый двор», несколько исторических очерков из жизни античного мира, письма туриста («По своим краям», «Мои каникулы»). Отдельно изданы им «Наших полей ягоды», «Клеопатра, картины античной жизни», «Иудея и Рим», «Картины жизни Византии», «Византия и византийцы конца X века», «Эпилоги византийских драм». Был известен как переводчик произведений Альфонса Доде и Поля Бурже. Оставил воспоминания «В Закавказье».
Митрофан Нилович Ремезов умер 2 декабря 1901 года.
Его сын Николай выбрал карьеру военного и дослужился до генерал-майора Русской императорской армии.

## Труды
- Ремезов Митрофан Нилович: Сочинения
- Указатель юридическим вопросам, разрешенным Гражданским кассационным департаментом Правительствующего сената : За 1875, 1876, 1877 и 1878 г. / Сост. М. Н. Ремезов, мировой судья Сапожков. судеб. окр.